# Jennifer Ayache
Pour les articles homonymes, voir Ayache.
 (septembre 2018).
Jennifer Ayache, également dite Jenn Ayache, née le 9 novembre 1983 à Cannes, en France, est une auteure-compositrice-interprète française.
Elle est la chanteuse du groupe Superbus.

## Biographie
Jennifer Ayache est née le 9 novembre 1983 à Cannes.
Elle est la fille de l'actrice Chantal Lauby et de Jean-Pierre Ayache. 
Jennifer Ayache apprend à jouer de la batterie dès l'âge de 9 ans, puis de la guitare et du piano. Elle passe du temps dans les coulisses de Les Nuls, l'émission, jouant avec les plus grands artistes de l'époque en répétition, ce qui pousse sa détermination à faire de la musique son métier.

## Carrière

### Carrière avec Superbus
Sa  mère Chantal Lauby l'envoie à 14 ans et demi dans une famille au Texas pour y parfaire son anglais et assouvir sa passion musicale. Elle y découvre le ska avec des groupes comme Sublime ou No Doubt. Dès son retour en France, elle enregistre alors des maquettes de ses compositions et cherche à monter son propre groupe. Elle rencontre Michel Giovannetti, guitariste, et crée le groupe Superbus en octobre 1999. Viennent ensuite se greffer à la formation François Even, bassiste qui jouait avec Giovannetti dans un autre groupe, puis Patrice Focone et Guillaume Rousé (remplacé début 2006 par Greg Jacks).
La carrière du groupe Superbus se compose de sept albums studio : Aéromusical en 2002 (disque d'or), Pop'n'Gum en 2004 (double disque d'or), Wow en 2006 (disque de platine), Lova Lova en 2009 (double disque de platine), Sunset en 2012 et Sixtape en 2016. Le quintet a également sorti un DVD Live, Live à Paris en 2008 (DVD de platine), une compilation, Happy BusDay: The Best of Superbus en 2010 et enfin OK KO en 2025.

### Collaborations extérieures à Superbus
Parallèlement, Jennifer Ayache écrit des chansons pour d'autres artistes. Elle écrit le titre Comment faire pour David Hallyday, présent sur l'album Satellite en 2004 sous le pseudonyme Marie Janin. Elle a également offert la chanson Tu te fous de nous  à Christophe Willem pour son album Caféine en 2009, ainsi que la chanson Wohoo à M. Pokora pour son album R.E.D en 2015.
Elle participe à l'écriture de deux spectacles musicaux. D'abord, en 2009, elle écrit la chanson Aero Toto pour le spectacle Scooby-Doo et les Pirates Fantômes. Puis, en 2010, elle participe à Dracula, l'amour plus fort que la mort, la comédie musicale de Kamel Ouali. Elle écrit le premier single du spectacle 1, 2, 3 (interprété par Anaïs Delva), ainsi que les chansons Encore et Appelle le docteur (coécrite avec Patrice Focone, guitariste de Superbus).
En janvier 2010, elle participe à la chanson Un geste pour Haïti chérie, dédiée au peuple haïtien. 
En 2018, Jennifer Ayache rejoint un projet musical instigué par Brigitte, en soutien à la Fondation des femmes, rassemblant de nombreuses artistes féminines francophones. Il s'agit d'une reprise de l'hymne du Mouvement de libération des femmes (MLF) Debout les femmes.
Jennifer Ayache n'a jamais caché ses ambitions de cinéma, plutôt derrière la caméra, en coréalisant notamment un clip de Superbus : Lova Lova.
Elle a figuré dans quelques productions audiovisuelles : La Cité de la peur (1994), où elle interprète une passante, et le téléfilm Telle mère telle fille (1998) où elle joue Rebecca.

### Wonderama
Après la sortie de la compilation de Superbus en 2010, Jennifer Ayache annonce son intention de faire une pause avec le groupe pour s'adonner à d'autres projets. C'est en mai 2011 qu'elle dévoile le projet Wonderama, un groupe dont elle coécrit et coproduit les titres avec Greg Avau (Kid Noize/Joshua), Charles De Schutter et John O'Brien (L.A Riot). Le premier titre, Make the Rules, sort le 19 mai 2011. Le 23 juin, est dévoilé un extrait de Queen of Gold, nouveau morceau, accompagné d'un teaser home-made.
Toutefois, peu après la sortie de son album solo +001 (voir ci-dessous), un titre inédit du projet Wonderama, Something In My Way, aux tonalités très pop a fuité sur la toile.

### Premier album solo:+001
Le 6 novembre 2013, Jennifer Ayache annonce la sortie de son premier album solo signé chez Polydor sous le pseudonyme Jenn Ayache. Les singles  Si j'essaye, L'Américain et Acide sont tour à tour révélés durant l'année.
L'album +001 sort le 22 septembre 2014, il comporte la reprise de Diabolo Menthe d'Yves Simon, et la participation de  Mat Bastard sur le titre Animal , et celle de Tito Prince sur le titre J'ai Voyagé. Elle donne alors son premier concert solo le 25 septembre à Paris. 
Courant février 2015, la chanteuse annonce qu'elle ne fera pas de tournée, car elle rejoint le groupe Superbus afin d'enregistrer un nouvel album.

## Discographie

### Album studio
- 2014 : +001